# موز فردوسي
الموز أو موز فردوسي (الاسم العلمي: Musa paradisiaca) هو نوع هجين من النباتات يتبع جنس الموز من الفصيلة الموزية.